# Campo de concentração de Neuengamme
Neuengamme foi um campo de concentração criado em 1938 pelo Terceiro Reich nos arredores da pequena localidade de Neuengamme, a 15 km do centro de Hamburgo, Alemanha. O campo foi operado pela Alemanha Nazista entre 1938 e 1945; nos sete anos de seu funcionamento, estima-se que cerca de 106 mil prisioneiros foram instalados lá e em seus subcampos e mais da metade deles morreu ali.
Após a derrota da Alemanha em 1945, os britânicos utilizaram o local como campo de internamento de nazistas e membros da SS até 1948. Neste ano, as instalações foram transferidas para as autoridades prisionais de Hamburgo, que demoliram os alojamentos existentes e construíram um novo complexo penitenciário no local. Após ser usado com essa finalidade entre 1950 e 2004, toda a área foi transformada num memorial.
Neuengamme serviu para os propósitos da máquina de guerra nazista e causou o extermínio de milhares de prisioneiros por trabalhos forçados. Os internos eram espalhados pelo campo principal e por 80 subcampos pelo norte da Alemanha. Pelo menos 50 mil deles morreram de exaustão e doenças devido às condições do local extremamente insalubres, por subnutrição e por violência dos guardas nazistas, com a aplicação de injeções letais após sucumbirem à fadiga, sendo incinerados no crematório construído no local no outono de 1944. Algumas centenas de prisioneiros de guerra soviéticos também foram gaseificados por Zyklon B no alojamento de punição do campo. O trabalho no campo principal era basicamente voltado à produção de tijolos, o que incluiu a construção de um canal para o escoamento por rio destes tijolos; os prisioneiros tinham que cavar o solo duro com ferramentas inadequadas e apesar de suas péssimas condições de saúde. A partir de 1942 várias fábricas de armamentos alemães construíram instalações em volta do campo.
Uma das mais maiores atrocidades nazistas ocorridas durante o Holocausto foi cometida em Neuengamme entre o fim de 1944 e o início de 1945. Um grupo de 20 crianças judias, dez meninos e dez meninas entre 5 e 12 anos, trazidas de Auschwitz, foram usadas como cobaias humanas para uma experiência médica de inoculação de bacilos vivos de tuberculose pelo Dr. Kurt Heissmeyer e sua equipe medica da SS, contraindo a doença e sendo depois executadas na escola Bullenhuser Damm, num distrito de Hamburgo, próximo a Neuengamme; as crianças, quatro tutores adultos que as acompanharam e seis prisioneiros de guerra russos foram todos enforcados no porão da escola, pendurados em ganchos de açougue.
Instalado em dezembro de 1938 com suas primeiras fundações erguidas por um grupo de 100 prisioneiros do campo de Sachsenhausen, do qual inicialmente era um subcampo, o campo de concentração de Neuengamme foi definitivamente abandonado em 2 de maio de 1945, quando os últimos soldados SS retiraram-se levando os últimos prisioneiros sobreviventes. Os soldados britânicos que entraram ali pouco depois o declararam "vazio".
Seu principal comandante foi o SS Obersturmbannführer Max Pauly, que o comandou entre setembro de 1942 e o fim da guerra e foi enforcado em outubro de 1946 por crimes contra a Humanidade.

## Galeria

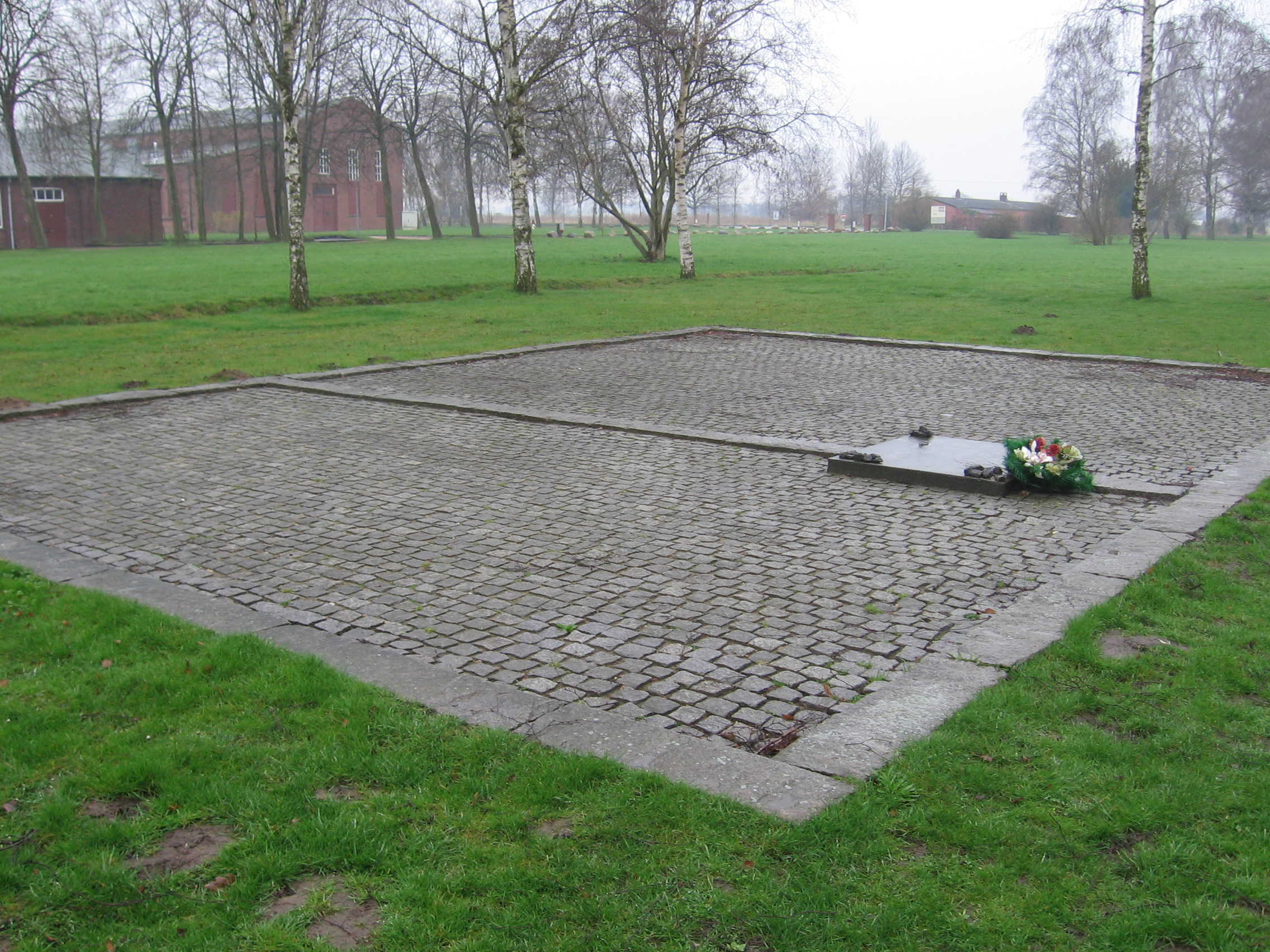
O local do antigo crematório.
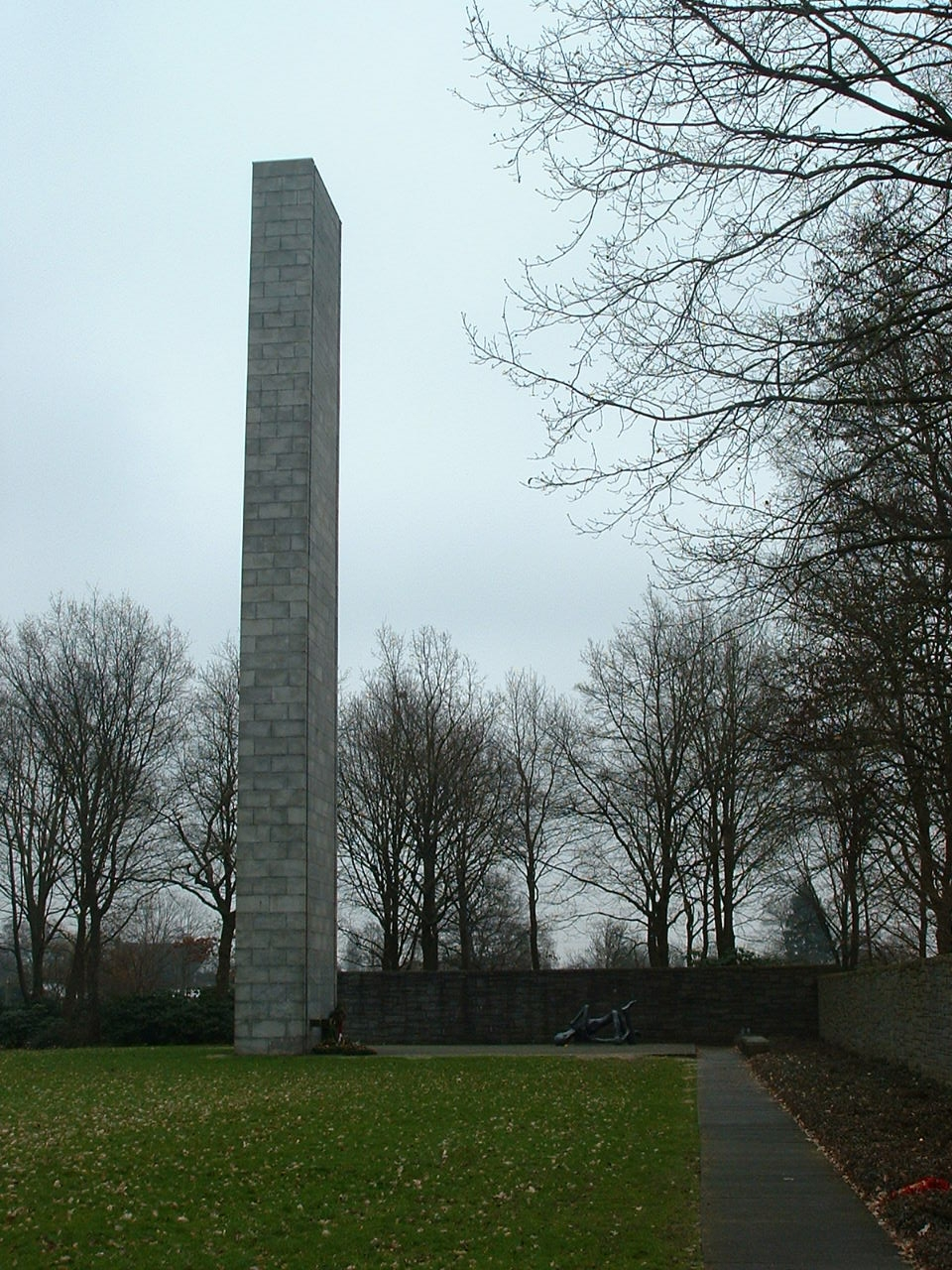
A torre construída no sítio do memorial.
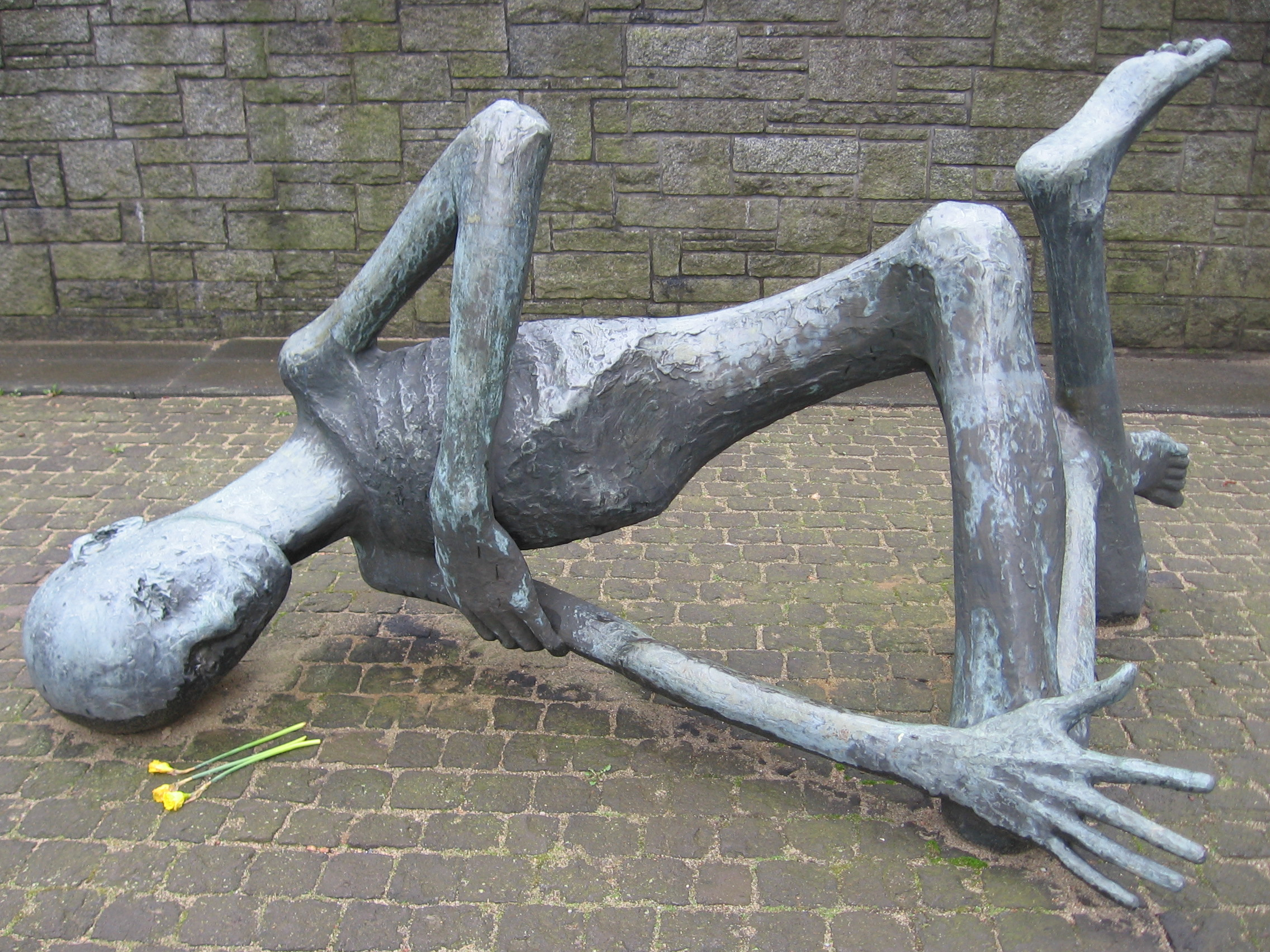
A escultura "Der sterbende Häftling" (O Prisioneiro Morrendo) da francesa Françoise Salmon, na entrada do memorial.
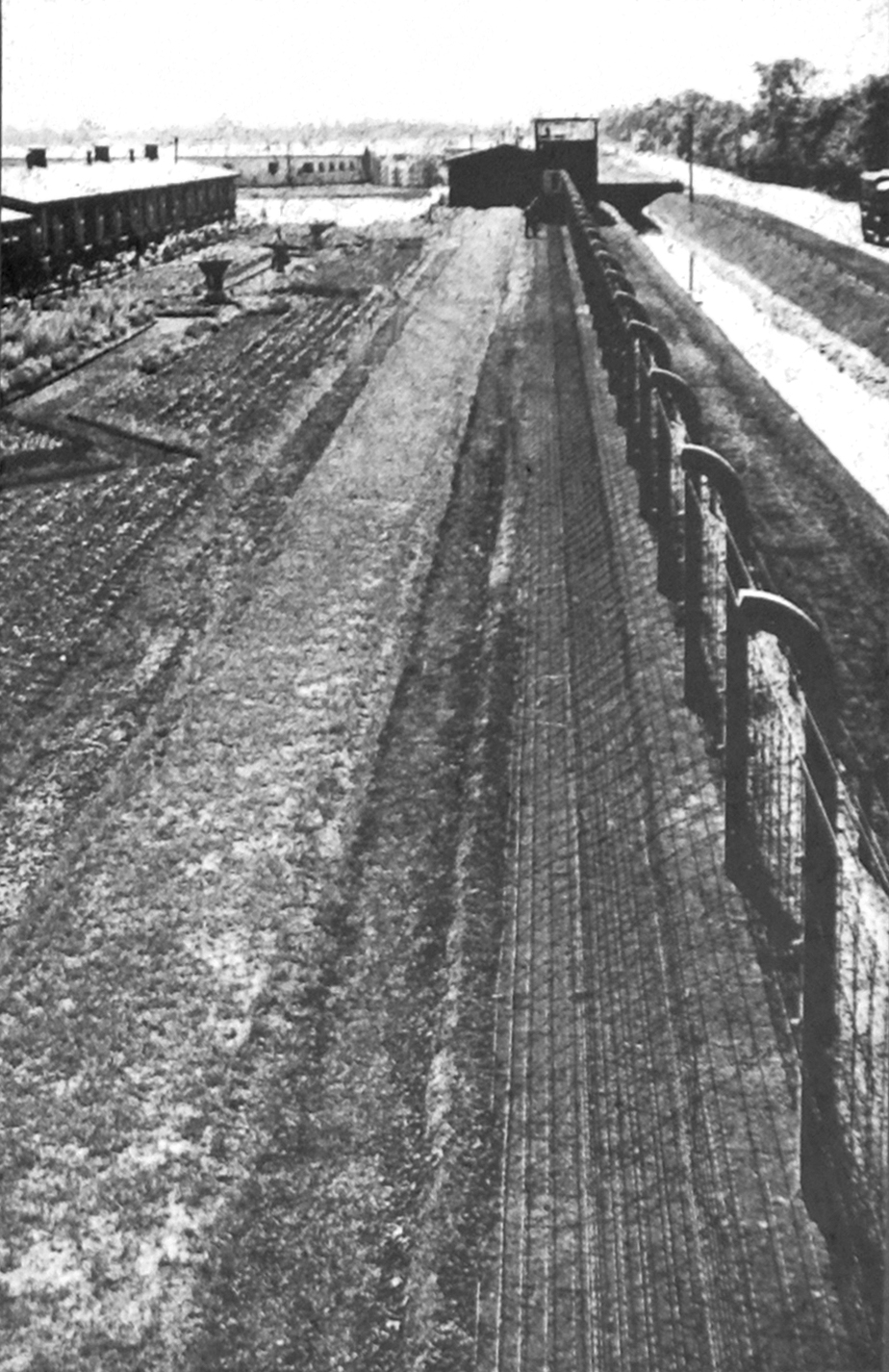
Limite do perímetro do campo ao longo do baixo rio Elba.
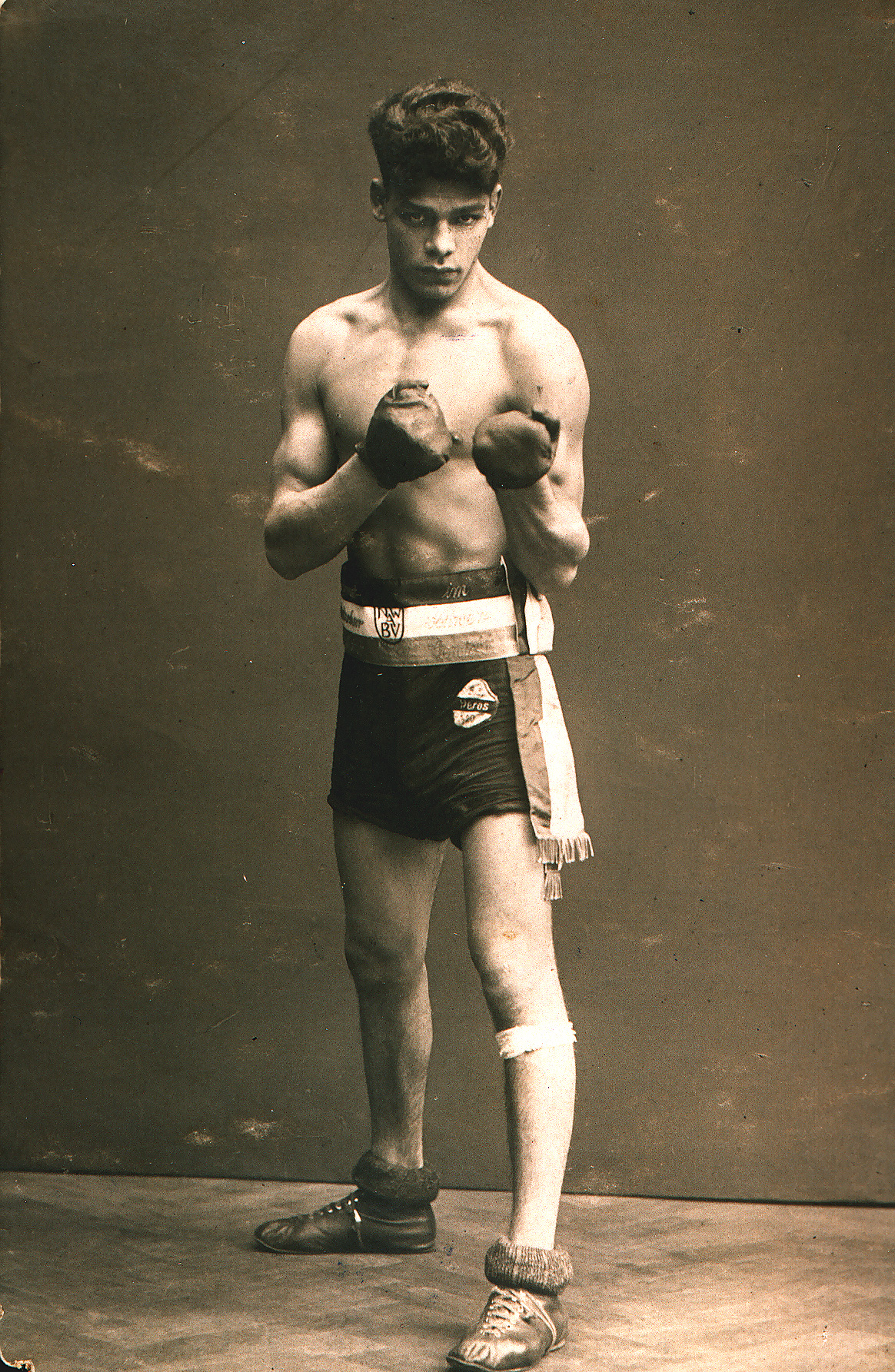
Johann Trollmann (1907-1943) cigano sinti alemão, campeão de boxe da Alemanha de 1933, morto no campo.
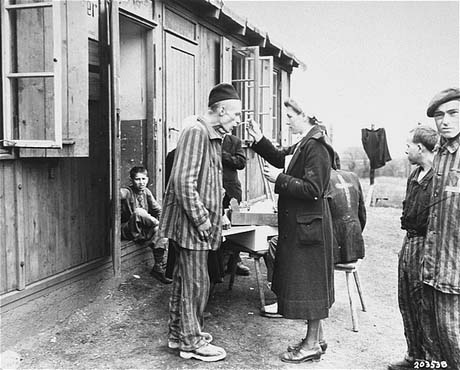
Prisioneiro polonês de um dos subcampos recebe medicação de enfermeira da Cruz Vermelha após a libertação.